# Heist-op-den-Berg
Pour les articles homonymes, voir Heist (homonymie).
Heist-op-den-Berg [hɛist] — ou parfois en français : Heist-sur-la-Montagne, ou de façon désuète Heyst-sur-la-Montagne — est une commune néerlandophone de Belgique située en Région flamande dans la province d'Anvers.

## Sections de la commune
| # | Section           | Superf. (km²) | Habitants (2020) | Habitants par km² | Code INS |
| - | ----------------- | ------------- | ---------------- | ----------------- | -------- |
| 1 | Heist-op-den-Berg | 28,97         | 17.771           | 613               | 12014A   |
| 2 | Hallaer           | 6,88          | 3.533            | 513               | 12014B   |
| 3 | Iteghem           | 16,68         | 5.885            | 353               | 12014C   |
| 4 | Wiekevorst        | 11,35         | 3.600            | 317               | 12014D   |
| 5 | Booischot         | 11,77         | 7.058            | 600               | 12014E   |
| 6 | Schriek           | 11,03         | 5.102            | 463               | 12014F   |

## Héraldique
|  | La commune possède des armoiries qui lui ont été octroyées le 23 juillet 1846 et à nouveau le 11 décembre 1980. La signification du cygne dans ces armoiries n'est pas connue. Le cygne est apparu pour la première fois sur le sceau local de la fin du XVIIe siècle. Le domaine de Heist à l'époque était une possession des ducs d'Ursel, mais leurs armoiries ne contenaient pas de cygne. Les couleurs, qui vont à l’encontre de la règle héraldique principale de la teinture, deux couleurs ne peuvant pas séparer chaque ordre, ont été attribuées en 1846 mais leur origine n’est pas connue. Blasonnement : D'azur, un cygne d’argent sur une prairie montante. (Traduction libre) Source du blasonnement : Heraldy of the World. |

## Démographie

### Évolution démographique: Avant la fusion des communes
- Sources : INS, Rem. : 1831 jusqu'en 1970 = recensements, 1976 = nombre d'habitants au 31 décembre[7].
- 1846: Scission de Booischot en 1836
- 1880: Scission de Hallaer en 1876

### Évolution démographique: Commune fusionnée
Graphe de l'évolution de la population de la commune (la commune de Heist-op-den-Berg étant née de la fusion des anciennes communes de Heist-op-den-Berg, d'Hallaer, de Booischot, d'Iteghem, de Wiekevorst et de Schriek, les données ci-après intègrent les six communes dans les données avant 1977.
- Source : DGS - Remarque: 1806 jusqu'à 1981=recensement; depuis 1990=nombre d'habitants chaque 1er janvier[8]

## Jumelage
La commune de Heist-op-den-Berg est jumelée avec:
- Arad (Roumanie)